# アンドロメダKEN
アンドロメダKEN（アンドロメダけん、1997年8月4日 – ）は、日本のプロレスラー。2021年7月から剣士郎（けんしろう）のリングネームで活動。

## 略歴
W-1が設立したプロレス総合学院出身（2期生）。
小学生から高校生まで子役として活動。父親がプロレスファンだったため、幼少時からアントニオ猪木などのプロレスDVDを見て育ち、W-1の入門テストを何度か受けるも不合格。その後プロレス総合学院に入学。
半年間受講も卒業認定とならず、2016年9月27日、W-1道場で行われたプロレス総合学院2期生卒業試合でエキシビジョンマッチに出場。対戦相手は小林卓哉。
その後11月12日「プロレスリングA.C.E.」旗揚げ戦での仲川翔大（ASUKA PROJECT）戦でプロデビューを果たした。
2016年12月5日に本名からアンドロメダKENに改名が発表された 。
その後プロレスリングA.C.E.を中心に活動していく。
2018年6月15日音楽×演劇×プロレスのハイブリッドエンターテイメントショー「魔界」に第48回魔界～愛の旅ジャーニーオブラブ～から出演。
2019年3月プロレスリングA.C.E.を退団。以降はフリーとして活動している。
2021年7月31日StandUp旗揚げに参加しリングネームを剣士郎 に改名。主戦場とする。 
8月27日StandUp vol2にてプロレス総合学院の先輩頓所隼と対戦。
10月12日StandUp vol3にて同じく先輩である立花誠吾と対戦。
11月26日StandUp vol4に参戦。StandUp初となるマットプロレスにて岩原弘幸と組んで大谷譲二＆定アキラと対戦。
2022年1月14日StandUp vol5に参戦。デビュー戦の相手でもある仲川翔大と組んで再び大谷譲二＆定アキラと対戦。
2023年1月6日、自身のツイッターで活動終了（事実上の引退）を発表したが、活動休止に改めた。

## 人物
- 入場時リングを周りリングインする。
- ハロープロジェクトの大ファンでありコンサートやイベントにも参戦する。特にモーニング娘22,アンジュルムのファンである。初期リングネームは「アンドロメダ剣」だが、一方的に命名されたため聖闘士星矢については全く知識がない[3]。
- トムとジェリーが大好き。
- ディズニーが好き。

## 入場曲
- T.M.Revolution - FLAGS
- T.M.Revolution - Count ZERO(2021年7月31日～)

## 得意技
- ムーンサルトプレス
- ツイストオブフェイト
- RKO
- 地獄突き
- モンキーフリップ